# Kruppsche Nachtscheinanlage

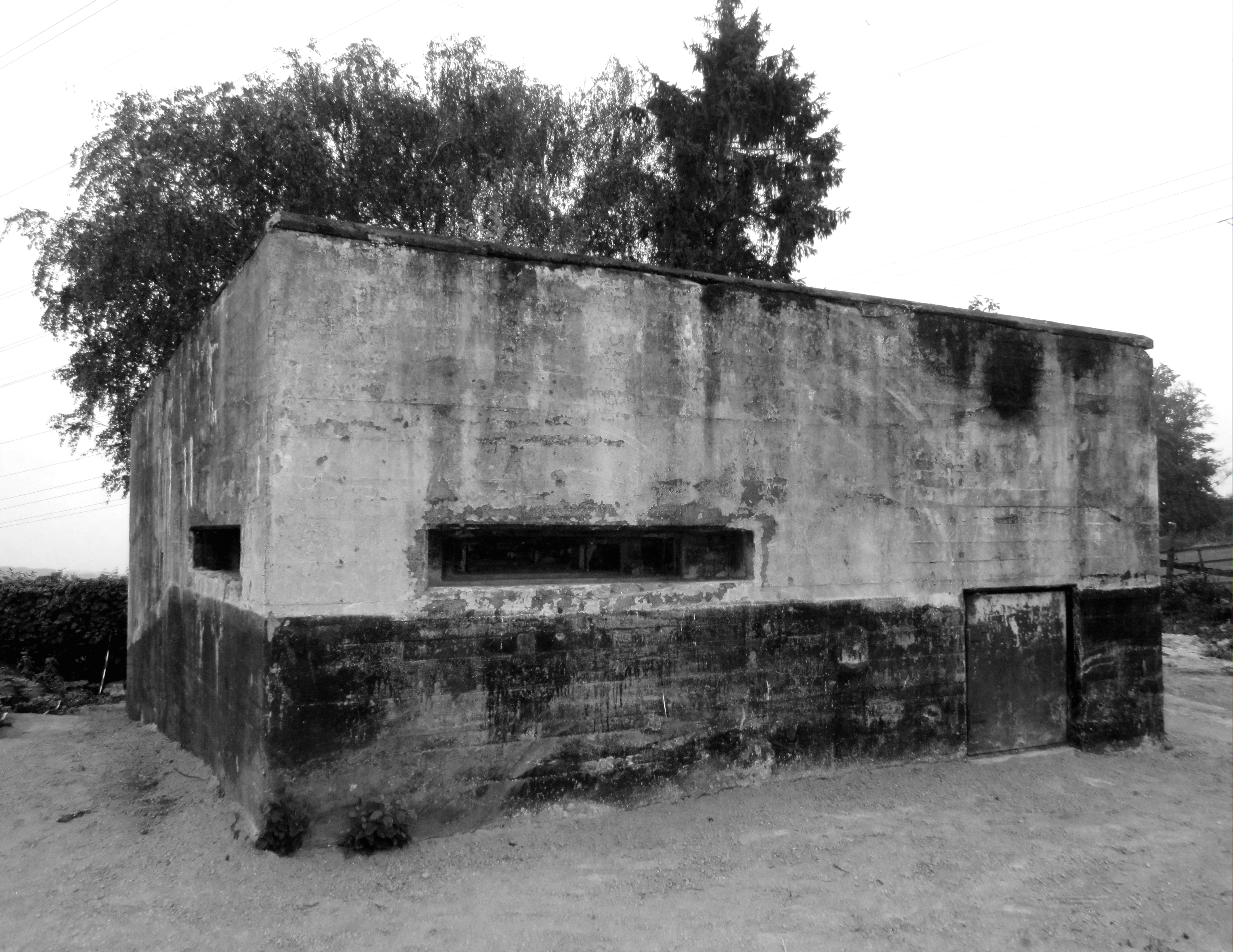
Leitbunker der Kruppschen Nachtscheinanlage, 2013

Die Kruppsche Nachtscheinanlage war eine Attrappe der Essener Krupp-Gussstahlfabrik, die als Scheinanlage in der Nähe Velberts während des Zweiten Weltkriegs, genauer im Zeitraum 1941–1944, alliierte Luftangriffe auf sich ziehen und so vom tatsächlichen Produktionsstandort der damals sogenannten Waffenschmiede des Deutschen Reiches ablenken sollte. Diese Anlage wurde in der Bevölkerung auch Scheindorf genannt.

## Beschreibung der Anlage

### Geschichte
Auf dem Velberter Rottberg, mit Ausdehnung bis in das Asbachtal und den Essener Süden, betrieb die deutsche Luftwaffe von 1941 bis 1944 eine Nachtscheinanlage. Diese war eine vereinfachte Nachbildung der Gussstahlfabrik der Friedrich Krupp AG, eines der größten Rüstungsbetriebe des Deutschen Reiches. Sie hatte eine Ausdehnung von 1,5 km × 2,5 km. In der ersten Kriegsphase sollte damit den nur nachts angreifenden alliierten Flugzeugen suggeriert werden, dass sich hier die schlecht abgedunkelte und in Betrieb befindliche Kruppsche Gussstahlfabrik befindet. So sollte die Nachtscheinanlage Angriffe auf sich ziehen und von der im etwa 10 km entfernten Essen befindlichen tatsächlichen Fabrik abhalten. Die Anlage war damit ein Scheinziel, eine Art riesige nächtliche Zielscheibe für die Flugzeuge.
Tatsächlich zog die Scheinanlage bis Anfang 1943 einen großen Teil der Bombenangriffe auf den dünn besiedelten Rottberg, war dort aber eine erhebliche Gefahr für die umliegenden Höfe.
Die Scheinanlage bestand aus einer Vielzahl von mit einfachsten Mitteln errichteten Attrappen industrieller Anlagen wie Sheddächern, einem Gasometer, Schornsteinen oder einer auf einer Endlosschleife fahrenden Eisenbahn. Die Anlage wurde 1940/1941 vermutlich von der Organisation Todt in Zusammenwirken mit dem Werkluftschutz der Firma Krupp geplant und errichtet. Die Bauleitung war Zeitzeugenberichten zufolge in einem Nebengebäude der Rottberger Schule untergebracht, welches von der Scheineisenbahn umkreist wurde. Auf dem benachbarten Gut Pollen am Vossnacken wurde gleichzeitig mit der Scheinanlage eine schwere FlaK-Batterie in fest ausgebauten Stellungen stationiert. Die bis 2012 noch gut erhaltenen Reste der Geschützstände, Munitionslager und der Mannschaftsbaracke wurden vom neuen Eigentümer der Flächen eingeebnet.
Heute ist nur noch der Leitbunker erhalten. Die Sprengung des Bauwerks durch die britische Militärverwaltung im Zuge der Demilitarisierung konnte 1945 durch den Landwirt, auf dessen Grund der Leitbunker errichtet worden war, mit Verweis auf eine vermeintliche landwirtschaftliche Nutzung verhindert werden.

### Funktionskonzept und Bauweise

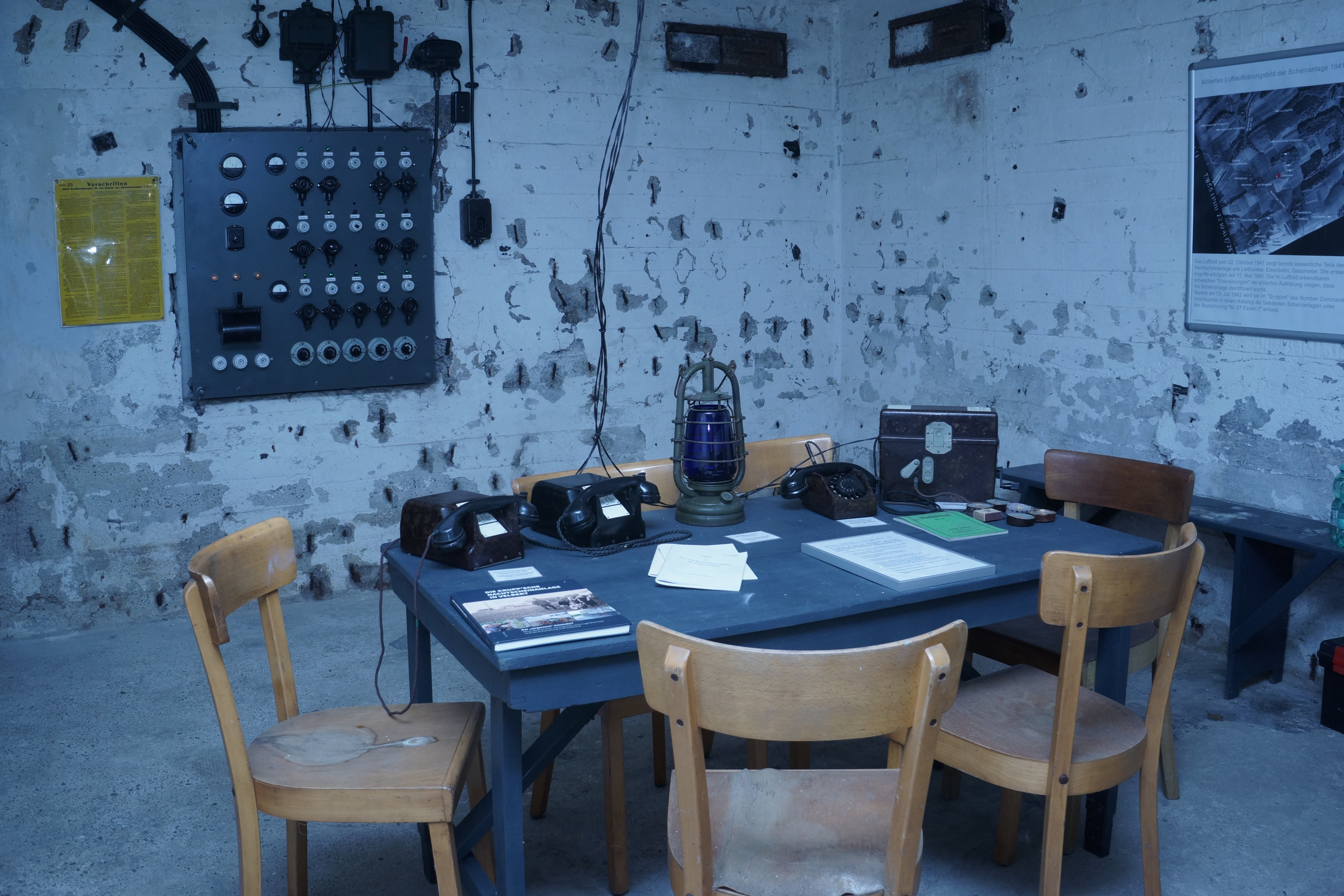
Leitbunker innen, Tag des offenen Denkmals 2019

Eine detaillierte Beschreibung der Kruppschen Nachtscheinanlage hat sich im Historischen Archiv Krupp erhalten, dieser sind die nachstehenden Ausführungen auszugsweise entnommen. Die Beschreibung wurde von der Werkluftschutzleitung der Firma Krupp unmittelbar nach Kriegsende für die Alliierten angefertigt.
Man ging von der Voraussetzung aus, dass die nachts einfliegenden Flugzeuge nur in Grobanpeilung die Ziele anflogen, während die genaue Zielanpeilung rein visuell erfolgte. Wenn das eigentliche Ziel gut verdunkelt war, das Scheinziel jedoch entsprechende Lichterscheinungen zeigte, konnte mit Erfolgen gerechnet werden. Auf dem Rottberg wurden viele Anlagen, die auch in einer echten Fabrik vorhanden waren, nachgebaut, nur dass diese mit einfachsten Mitteln aus Holz, Spanplatte, Segeltuch und anderen Leichtbaumaterialien gebaut waren. Zudem war alles etwas kleiner als das Original, und speziell so ausgelegt, dass unter Nutzung nächtlicher Licht- und Befeuerungseffekte aus großer Höhe echte Fabrikanlagen suggeriert wurden. Errichtet wurden vor allem die Attrappen von Fabrikhallen, dieses über nachgeahmte sogenannte Sheddächer, wie sie als Fabrikhallendächer weit verbreitet waren. Diese Sheddachattrappen waren etwa mannshoch und lagen auf dem Erdboden auf. Mit geschickt angeordneten indirekten Beleuchtungen konnte man sie aus großer Höhe für eine echte Fabrikhalle halten. Darüber hinaus wurden ein 36 m hoher Scheinschornstein aus Holz errichtet mit künstlichen Rauchschwaden. Es gab verschiedene andere Anlagennachbauten mit künstlichen Lichteffekten, die Gießereifeuer und Schweißarbeiten nachbilden sollten, und eine Art Scheingasometer. Mit zum Herzstück der Anlage gehörte eine 2-gleisige Eisenbahn (Feldbahn) mit zwei Zügen, die auf einer Endlosschleife im Kreis fuhren – ebenfalls „dezent“ beleuchtet. Auf den Anhängern wurden durch Abbrand Lichteffekte erzeugt, die glühende Schlacke vortäuschen sollten. Die Lokomotiven waren umgebaute Feldbahnloks mit Dieselantrieb, die während der Angriffe unbemannt fuhren. Die Anlagen waren, abgesehen von ihrer nächtlichen Beleuchtung und „Befeuerung“, tagsüber abgetarnt und eher unauffällig, so dass sie aus der Luft schlecht erkennbar waren.
Die technischen Bestandteile der Scheinanlage, offiziell nannte man sie „Täuschungsgeräte“, waren nach „Regelbauplänen“ gebaut, hierzu gab es eine eigene militärische Dienstvorschrift, die Bau- und Betriebsgrundsätze für Scheinanlagen. Darin sind insgesamt 21 verschiedene Täuschungsgeräte definiert und mit Bauplänen, Materiallisten etc. dokumentiert. Es ist zumindest anzunehmen, dass darüber hinaus weitere Arten von Täuschungsgeräten existierten.

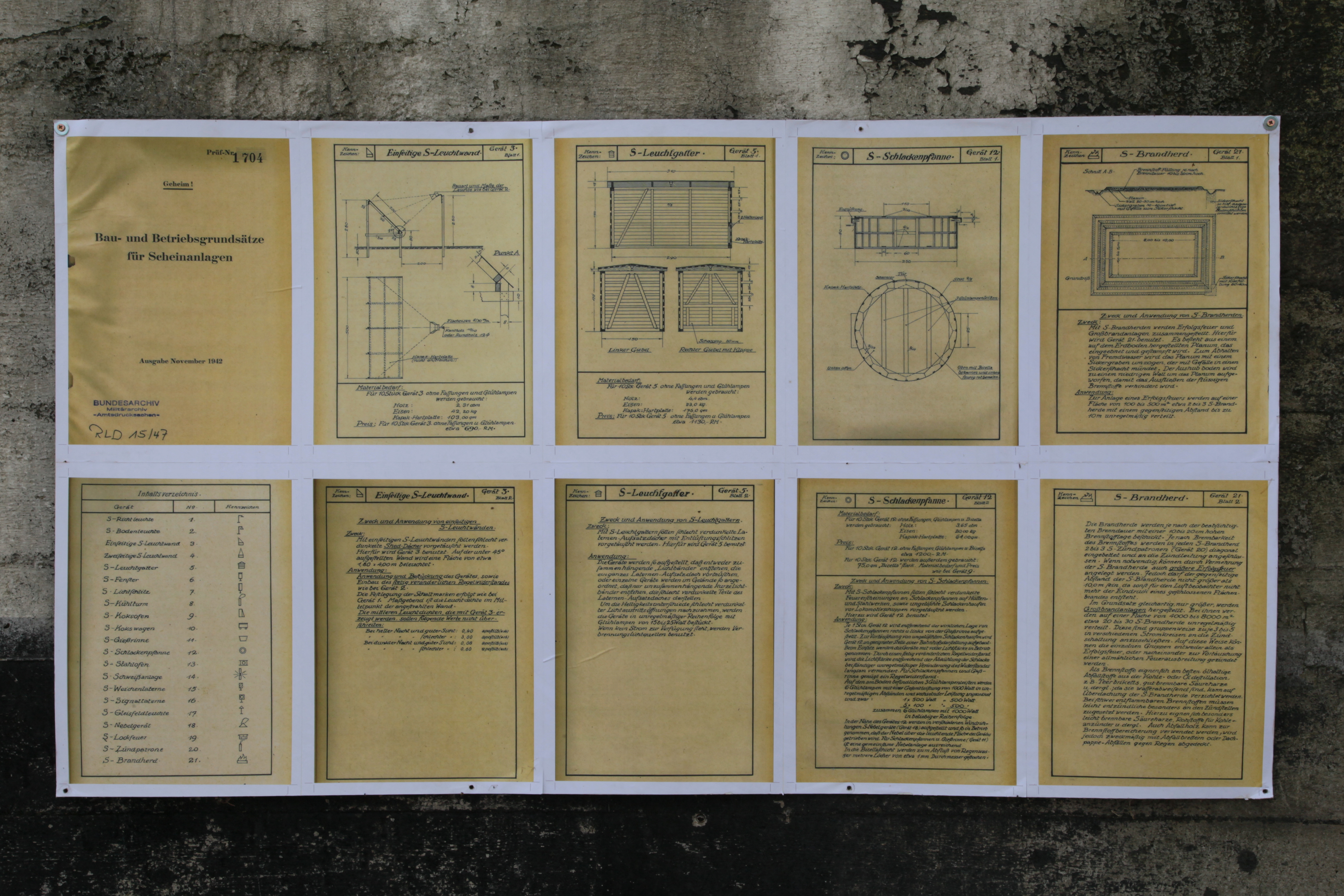
Bau- und Betriebsgrundsätze für Scheinanlagen, November 1942

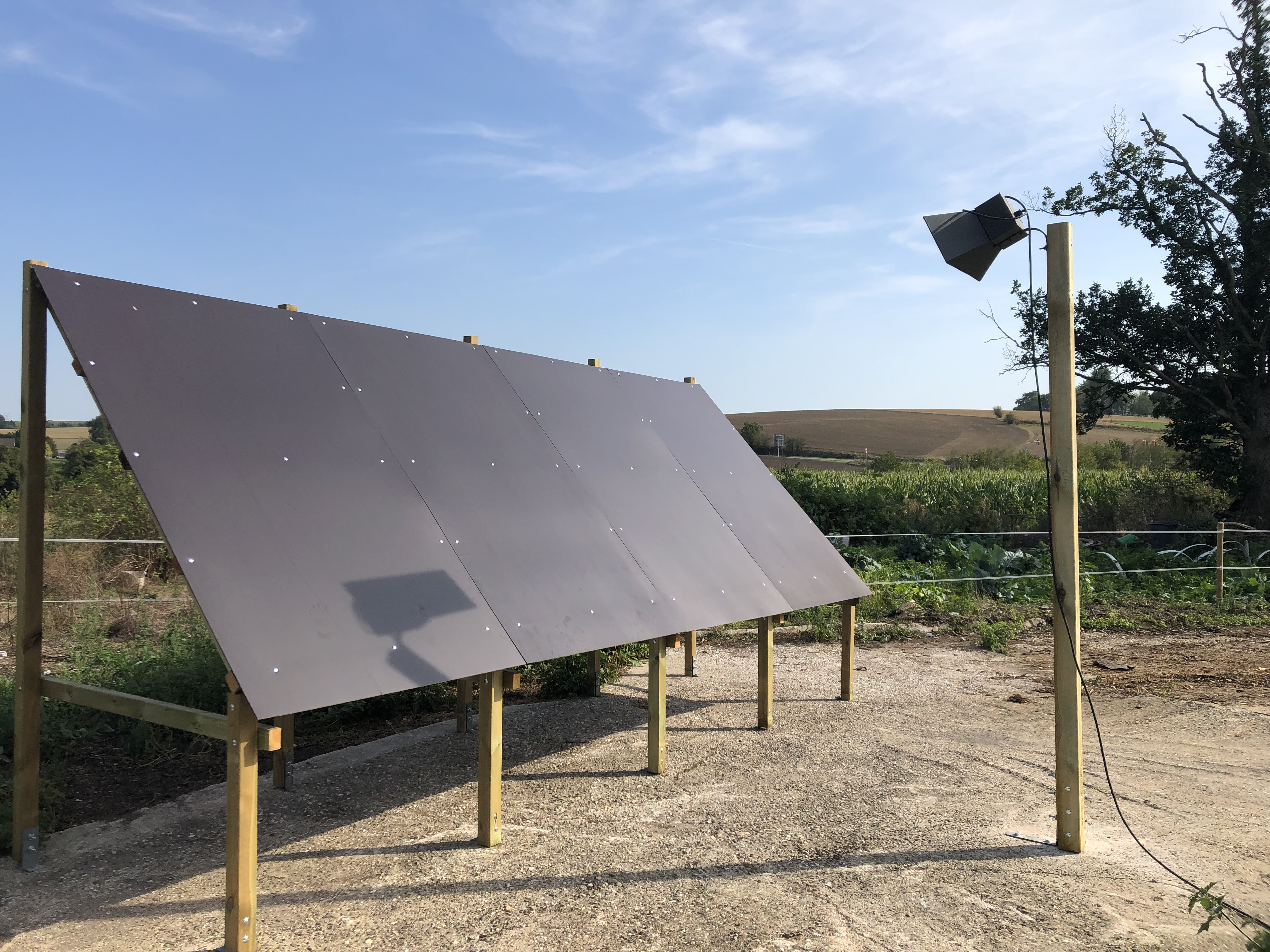
Originalgetreuer Nachbau des Einzel-Elementes einer Sheddach-Attrappe mit zugehöriger Leuchte, so seit August 2019 im Außengelände der Kruppschen Nachtscheinanlage Velbert aufgestellt.

Im Gegensatz zur echten Fabrik war die Scheinanlage nur „partiell“ aufgebaut, und nicht flächendeckend wie ein echtes Werk. Die nächtlichen Effekte genügten hier aber, um das echte Werk vorzutäuschen.
Die Anlage war militärischer Sicherheitsbereich. Zudem war sie „streng geheim“. Der Betrieb erfolgte durch eine Einheit der Wehrmacht-Luftwaffe, die sich durchweg aus älteren Jahrgängen zusammensetzte, darunter viele Handwerker, die im Fall der Zerstörung von Anlagenteilen diese wieder aufbauen konnten und sollten. Am Velberter Rottberg war die 3. Kompanie LS-Abteilung zur besonderen Verwendung im Luftgau VI im Einsatz (3. / LS.Abt. z. b. V. VI), die ihren Stammsitz in der FlaK-Kaserne Duisburg hatte. Die Soldaten waren ungeschützt in Baracken im Anlagengelände untergebracht.

### Die Lage der Scheinanlage und die Rolle des Baldeneysees
Scheinanlagen sollten nach Möglichkeit zu auffälligen Geländemerkmalen („Hilfszielen“) wie zum Beispiel Flüssen in ungefähr gleicher Beziehung stehen wie das Schutzobjekt.
Je nach Örtlichkeit wurden Scheinanlagen aber auch spiegelbildlich zu solchen Hilfszielen angeordnet, so auch die Kruppsche Nachtscheinanlage. Hier definierte die Ruhr zumindest grob die Spiegelachse zwischen der echten Gussstahlfabrik und der Scheinanlage, darin mittig der Baldeneysee. Da beobachtet worden war, dass feindliche Flieger dessen Wasserfläche zum Ausgangspunkt ihrer Orientierung machten, um von hier aus Angriffskurs auf die Krupp-Werke zu nehmen, wurde der Baldeneysee 1941 – im Zusammenhang mit dem Bau der Scheinanlage – abgelassen und der Grund in eine Wiesen- und Ackerfläche verwandelt. Mit der Realisierung dieser Maßnahme war die Ruhr nur noch ein Fluss, an dessen Achse die Flieger sich zwar orientieren konnten, ohne jedoch einen konkreten Ortsbezug zu haben. Auf diese Achse wiederum bezogen lagen nun die echten Kruppwerke und die Kruppsche Nachtscheinanlage etwa spiegelbildlich, womit zumindest eine Desorientierung erfolgversprechend schien. Im Jahr 1943 lief der Baldeneysee im Zuge der Möhnekatastrophe wieder voll.

### Leitbunker

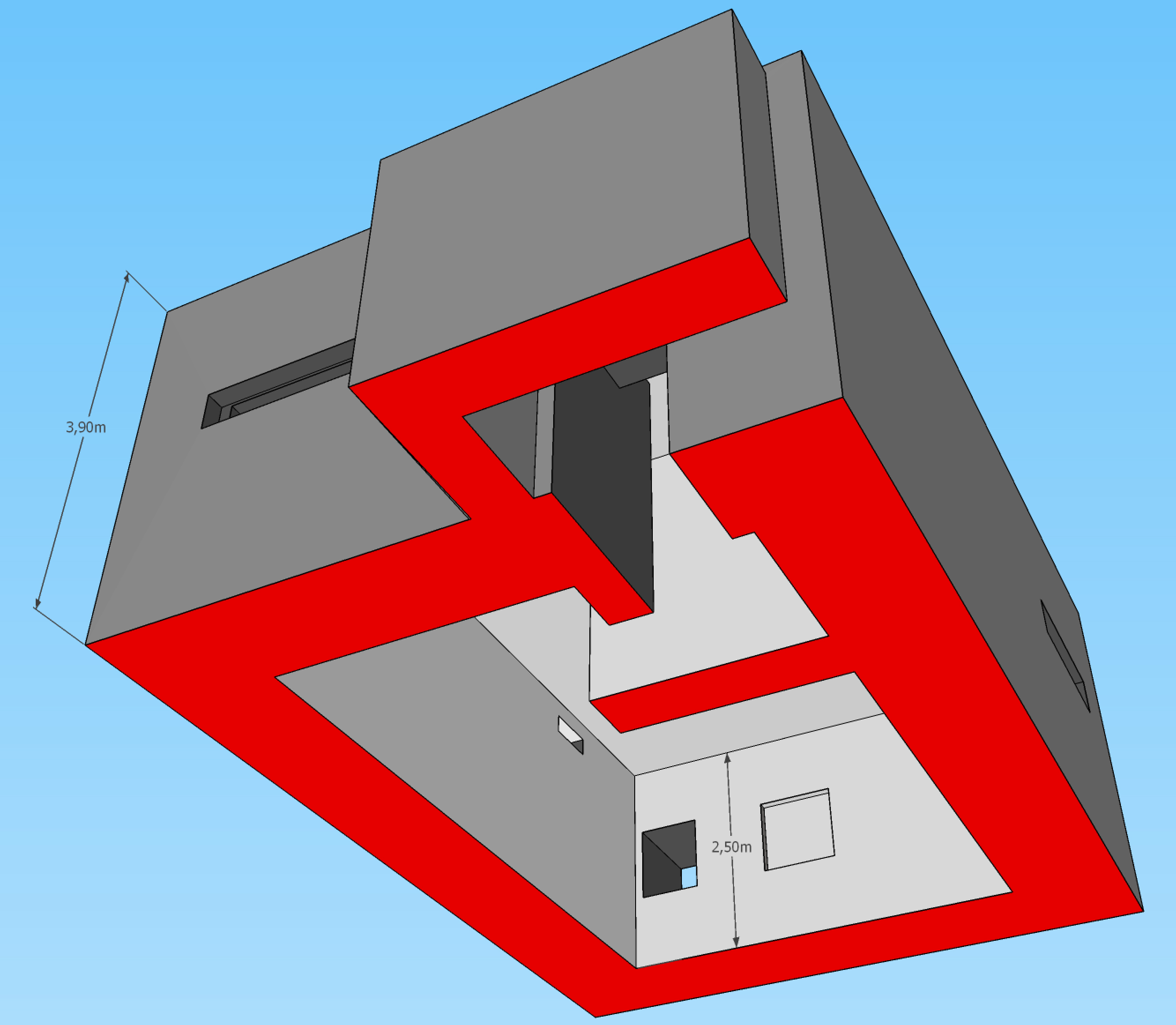
Dreidimensionale Darstellung des Leitbunkers der Kruppschen Nachtscheinanlage (Ansicht von unten), nach einem Aufmaß der ehrenamtlichen Mitarbeiter des LVR-Amtes für Bodendenkmalpflege im Rheinland

Inmitten der Anlagenattrappen wurde 1941 ein schwerer Leitbunker gebaut. Von ihm aus wurden die elektrischen Schaltungen vorgenommen und hier fand das Führungspersonal der Luftwaffe Schutz bei den unvermeidlichen Angriffen. Der Leitbunker war „schwer“ und bombensicher ausgebaut, von ihm aus konnten wegen seiner erhöhten Lage nahezu alle Bestandteile der Scheinanlage eingesehen werden, was für Betrieb und Führung der Anlage wichtig war. Der vollständig in Stahlbetonbauweise ausgeführte Bunker misst außen 9,10 m × 6,63 m, besitzt eine Wandstärke von 1,10 m, eine Deckenstärke von 1,40 m und enthält einen ca. 6,90 m × 4,40 m großen Schutzraum. Decken- und Wandstärke stellen unter den Leitbunkern von Scheinanlagen eine Besonderheit dar, weil der Bunker damit „bombensicher“ ausgeführt ist, während nahezu alle anderen Anlagen lediglich „splittersicher“ ausgeführt waren, meist in Ziegelmauerwerk. Dieser Umstand zeugt von der strategischen Wichtigkeit der Kruppschen Nachtscheinanlage. Der Eingang ist durch ein Splitterschutzlabyrinth gesichert. Zusätzlich gibt es auf der gegenüberliegenden Seite einen Notausstieg. In jeder Wand des Bunkers ist eine treppenförmige, mit Stahlschartenschiebern verschließbare Beobachtungsscharte eingelassen, insgesamt also vier. Über diese Beobachtungsscharten konnten nahezu alle Bestandteile der Scheinanlage übersehen werden, was für Betrieb und Steuerung der elektrischen Effekte wichtig war.
Im Bunker befand sich die gesamte elektrische Schalt- und Steuerungseinrichtung für die „Täuschungsgeräte“. Über Durchlassrohre in den Außenwänden wurden die Kabel nach außen geführt, von dort weiter auf kleine Holzmasten und über Freileitungen ins Gelände. Als Befehlsstand waren entsprechende Kommunikationsgeräte wie Telefonapparate und ggf. Funkgeräte vorhanden. Der Bunker war über einen Ofen beheizt. Etwa fünf bis zehn Soldaten der Luftwaffe führten von dort aus vor und während der Luftangriffe den Betrieb der Scheinanlage. Er war nicht für die Unterbringung vorgesehen, sondern ausschließlich Schalt- und Kommandozentrale.

### Scheinsignalraketen

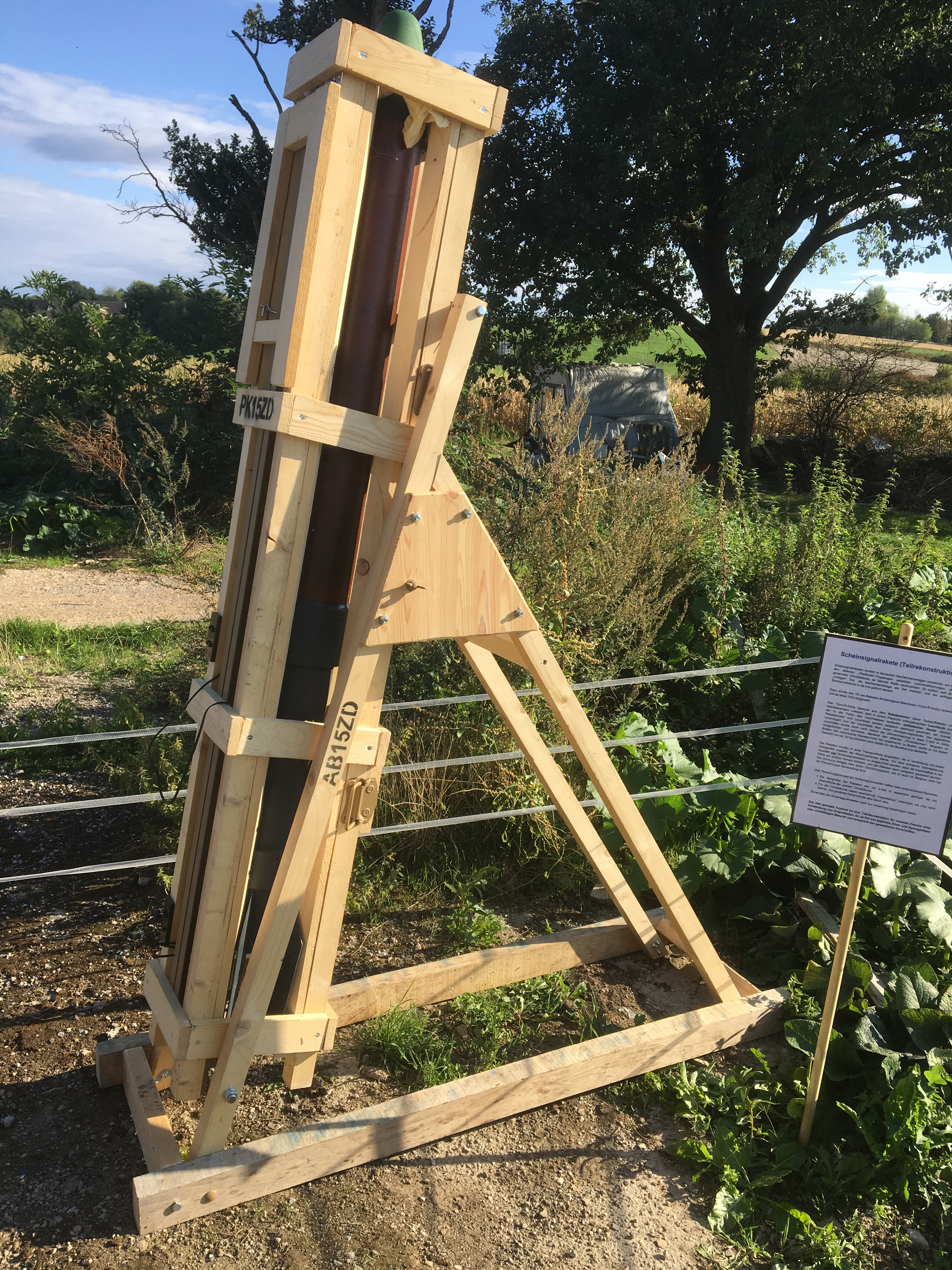
Scheinsignalrakete – 15-cm-Raketen-Scheinsignal-Geschoss (15cm-R-SsGs), Rekonstruktion unter Verwendung von Originalteilen einer verbrauchten Scheinsignalrakete, Exponat in der Sammlung zur Kruppschen Nachtscheinanlage.

An verschiedenen Stellen innerhalb der Scheinanlage wurden im weiteren Kriegsverlauf so genannte Scheinsignalraketen positioniert. Diese wurden bei sich annähernden Flugzeugen auf ca. 2.000 m Höhe hochgeschossen und waren so beschaffen, dass sie den von den britischen Pfadfinder-Flugzeugen abgeworfenen „Christbäumen“ (Zielmarkierung) glichen und die Bomber gezielt zur Anlage lenken sollten. Zur Verwendung kam das 15-cm-Raketen-Scheinsignal-Geschoss (15-cm-R-Ss-Ges), ein ca. 2 m langer raketenähnlicher Feuerwerkskörper, der direkt aus seiner in ein Abschussgestell eingesetzten hölzernen Transportkiste verschossen wurde. Die Zündung erfolgte elektrisch.

### Luftabwehr
Taktisch gesehen erfolgte anfangs ein Zusammenspiel der Scheinanlagen auch mit der örtlichen Luftverteidigung, denn ein „wichtiges Objekt“ musste den Angreifern gegenüber auch Anzeichen von „Verteidigung“ zeigen. In etwa 1 km Entfernung auf dem Pollen wurde zeitgleich mit der Scheinanlage eine schwere FlaK-Batterie mit vier 8,8-cm-FlaK-Geschützen in fest ausgebauten Stellungen errichtet. In der Nähe waren zudem mehrere FlaK-Scheinwerfer mit zugehörigen Horchgeräten (sogenannte Ringtrichter-Richtungshörer RRH) in Stellung, beispielsweise am Richrather Weg und an der Schafskanzel. Auf der Dachterrasse des Guts Jägerhaus war Zeitzeugenberichten zufolge eine Luftbeobachtungsstelle eingerichtet.

### FlaK-Stellung am Pollen

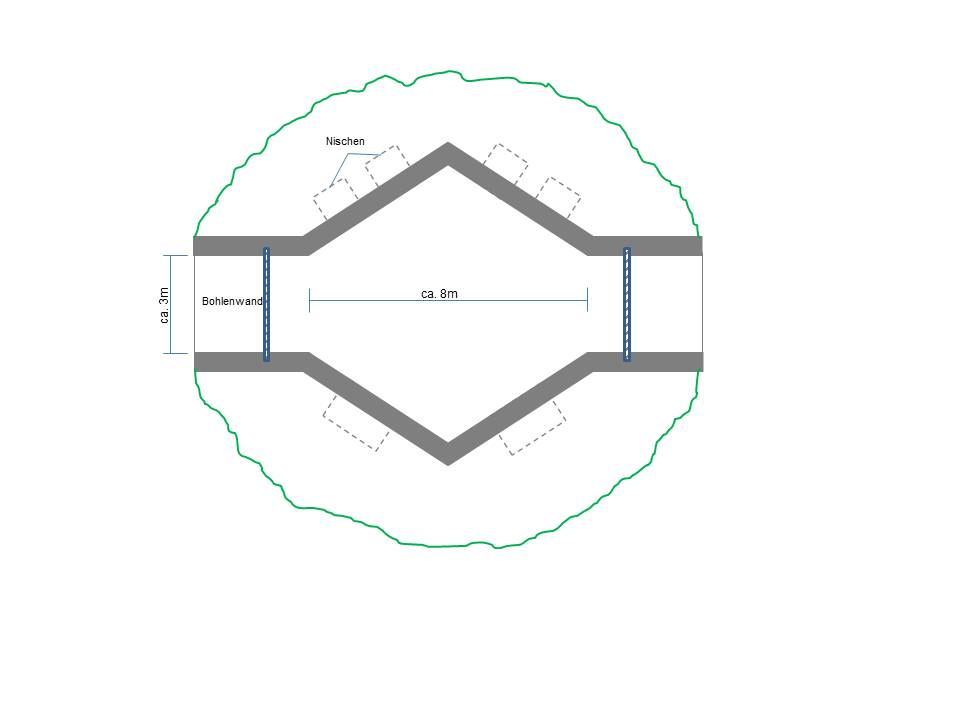
Aufmaß/Grundriss einer FlaK-Geschützstellung der 8,8-cm-FlaK am Pollen (Stellungen bis 2012 teilweise erhalten, zwischenzeitlich beseitigt). Aufmaß 2012 erstellt von ehrenamtlichen Mitarbeitern des LVR-Amtes für Bodendenkmalpflege im Rheinland.

Gut Pollen ist ein hügeliges, bis ca. 2007 landwirtschaftlich unbewirtschaftetes und auf der Kernfläche unbewaldetes Landstück auf Velberter Gebiet, welches nahe der Stadtgrenze nach Essen-Kupferdreh gelegen ist. Bis ca. 1995 wurde der Pollen von der Bundeswehr militärisch genutzt, die nah gelegene Ruhrlandkaserne in Essen-Kupferdreh hatte hier ihren Standortübungsplatz. Dieser wurde mit dem 1995 beginnenden Abriss der Ruhrlandkaserne „aufgelassen“ und in der Folge an einen privaten Eigentümer verkauft. Einige Jahre später begann dieser mit der landwirtschaftlichen Nutzung des Geländes durch Anbau von Getreide. Vom Pollen hat man einen hervorragenden Ausblick, vor allem über weite Teile des Ruhrgebietes, und auch zur ca. 1 km nordwestlich gelegenen benachbarten Scheinanlage. Vermutlich aus diesem Grund wurde hier 1940/1941, gleichzeitig mit dem Bau der Scheinanlage, eine fest ausgebaute schwere Flugabwehrstellung errichtet. Diese FlaK-Stellung bestand aus vier Geschützstellungen mit je einer 8,8-cm-FlaK (der sogenannten Achtacht oder Acht-Komma-Acht), ein in hoher Stückzahl und verschiedenen Ausführungen produziertes Geschütz, welches bereits zu Beginn des Krieges und bis Kriegsende ob seiner Wirksamkeit sowohl im Luftabwehreinsatz als auch im Erdkampf (Panzerbekämpfung) bei den Kriegsgegnern gefürchtet war. Die am Pollen stationierten 8,8-cm-FlaK-Geschütze waren solche auf Kreuzlafette, fahrbar mittels eigener Anhänger-Fahrgestelle. Sie wurden über ein sogenanntes Kommandogerät geführt und gerichtet, einen opto-elektrischen Entfernungsmesser mit 4-m-Basis und elektromechanischem Rechengerät. Dieses übermittelte an die angekoppelten Geschütze die Richtwerte und die Höhenwerte für die an den Geschützen angebrachten Zünder-Einstellmaschinen. In der so voreingestellten Höhe sollten die Granaten dann „zerschellen“ (sich selbst zerlegen).
Zu den vier Geschützstellungen gehörten noch mehrere andere Anlagen:
- Stand für Kommandogerät/Kommandohilfsgerät
- Munitionsbunker
- ein flankierend abgesetzter kleiner FlaK-Turm mit einer 2-cm-FlaK gegen Tieffliegerangriffe (Geschütz auf Plattform, über Treppe zu erreichen, Munitionslager im Untergeschoss)
- ein Mannschaftsunterstand (etwa 40 m langer und 8 m breiter Flachbau, Wände und Boden aus Ziegelmauerwerk, mit auf niedrige Fenster aufgesetzten Holzdach, Türen an beiden Enden)

Somit gehörten zur FlaK-Stellung insgesamt acht einzelne Teilanlagen. Die Geschützstellungen und auch die anderen Anlagen waren in Ziegelmauerwerk errichtet, welches teils mit Beton verstärkt war. Die Wandstärke betrug ca. 40 cm. Auch der Boden der Geschützstellungen war aus Ziegelwerk. In den Seitenwänden befanden sich große Nischen für die Bereitschaftsmunition, für das Nachrichtengerät und für weiteres Zubehör. An beiden Seiten befanden sich 3 m breite Ein- und Ausfahrtöffnungen für die Geschütze, die dann in der Stellung „abgeprotzt“ wurden. Die beiden Fahrgestelle wurden dann entfernt. Die Ein- und Ausfahrtöffnungen wurden sodann mit Bohlen und vorgelegten Sandsäcken verschlossen, hierzu waren in den Seitenwänden entsprechende senkrechte „Schlitze“ von ca. 10 cm Breite eingearbeitet, in die bis zur Höhe des umgebenden Walls Bohlen oder Balken eingelegt wurden. Vor diesen wurden außen noch Sandsäcke aufgeschichtet, so dass die Bedienmannschaft ringsherum einen relativ guten Splitterschutz hatte. Der Wall war von der Höhe so bemessen, dass das Geschütz auch noch waagerecht und leicht negativ gerichtet werden konnte, was für den (hier nicht relevanten) Erdkampf, aber auch zu Wartung und Reparatur wie Rohrwechsel etc. erforderlich war. Anhand des im Februar 2012 von ehrenamtlichen Mitarbeitern des LVR-Amtes für Bodendenkmalpflege im Rheinland (LVR-ABR) durchgeführten Aufmaßes der Stellungsreste, der historischen Luftbilder und des Vergleichs mit anderen erhaltenen FlaK-Stellungen und von Zeitzeugenberichten wurde der nachfolgende Grundriss einer Geschützstellung erstellt. Die FlaK am Pollen war etwa von 1941 bis 1943 aktiv, mit der nachlassenden Wirkung der Scheinanlage ab 1943 wurde sie vermutlich zur FlaK-Großbatterie am Overhammshof in Essen-Fischlaken abgezogen. Zeitzeugenberichten zufolge ahmte man in den leeren Geschützstellungen am Pollen danach aber noch FlaK-Feuer nach, indem man „Pulverpötte“ abschoss.

### Luftverteidigung in der Umgebung
Im gesamten Umkreis waren darüber hinaus viele andere leichte und schwere FlaK-Geschütze und FlaK-Scheinwerfer in Stellung, die der Luftverteidigung des Ruhrgebietes zuzurechnen waren. Eine bei der Bevölkerung bekannte FlaK-Batterie lag ganz in der Nähe am Overhammshof in Essen-Fischlaken, wegen der nahen Lage zum Gehöft des Bauern Bovermann sagt man auch „Großbatterie Bovermann“ oder „Bovermann-FlaK“. Dort waren die zweite und dritte Batterie der schweren FlaK-Abteilung 233 (2./233 und 3./233) zu einer „Großbatterie“ zusammengefasst, zu der auch ein „Würzburg“-Radargerät gehörte. Ab Sommer 1943 taten in der 2./233 Mittelschüler der damaligen „Hindenburg-Schule“ aus Heiligenhaus, in der 3./233 Oberschüler des Velberter Gymnasiums als Luftwaffenhelfer Dienst.

### Umgang mit den Anwohnern
Die Bauern mussten für die Errichtung der Scheinanlage ihr Land abgeben, notfalls wurden sie enteignet. Für diese bedeutete die Anlage eine konkrete, drastische Bedrohung, denn sie wurde für die angreifenden Flugzeuge zu einer überdimensionalen nächtlichen Zielscheibe. Die behördlichen Vorgaben zur Errichtung von Scheinanlagen sahen eigentlich eine Entfernung von 2 km zu geschlossenen Ortschaften bzw. 1 km zu einzelnen Häusern vor. Andernfalls musste ein Verfahren zur Evakuierung der Bevölkerung folgen, das allerdings auf „Notfälle“ zu beschränken war. Hier lag jedoch eine immense Wichtigkeit des Schutzobjektes vor (Kruppwerke), zudem verfügte der Rottberg über eine einzigartige Lage für den Bau dieser Scheinanlage. So wurden „höhere Ziele“ über das Wohl der Bevölkerung gestellt und die direkten Anwohner der Einzelhöfe innerhalb der Scheinanlage bis ca. Ende 1942 regelmäßig im Zeitraum ab 22 Uhr abends bis morgens gegen 6 Uhr vom Rottberg evakuiert. Sie wurden in umliegende Gasthöfe oder Privatquartiere, auch nach Velbert, Langenberg und Kupferdreh gebracht. Der Ortsteil Hefel, der weniger als 1 km vom Zentrum der Anlage entfernt lag und Zwangsarbeitslager beherbergte, wurde nicht evakuiert.

## Wirksamkeit
Die Anlage erfüllte 1941/1942 ihren Zweck und wurde häufiger angegriffen, allerdings niemals mit einem flächendeckenden großen Angriff. Eher dürfte sie zur „Verwirrung“ geführt haben. Auf die Anlage wurden dennoch viele Bomben abgeworfen, sowohl Sprengbomben als auch über 5.000 Stabbrandbomben, wie eine unmittelbar nach Kriegsende erstellte Statistik der Krupp-Werksluftschutzleitung besagt.
Da die Anlage unter Militärhoheit stand, ist davon auszugehen, dass die hier gezählten Bomben „intern“ registriert wurden und nur teilweise in die heute bekannten polizeilichen Statistiken der Stadt Velbert eingingen. In Einzelfällen sind Bombenabwürfe in die Scheinanlage aber auch über Polizeiberichte nachweisbar, so dokumentierte das Velberter Polizeirevier 10, dass in der Nacht vom 6. zum 7. April 1942 vier Sprengbomben von je 250 kg in unmittelbarer Nähe des Leitbunkers einschlugen und dass dabei auch Schein-Shedbauten und die Schein-Kokerei zerstört wurden.
Es fielen zudem etliche schwere Bomben und Luftminen in die angrenzende Region, wo teils auch Opfer zu beklagen waren. Auch diese wurden von der Bevölkerung als „dem Scheindorf geltend“ gewertet. Die Anlage wurde von den Alliierten bereits 1942 „enttarnt“, wie ein alliierter Aufklärungsbericht bestätigt. Aber erst nach Ausstattung der Bomber mit dem neuen Bodenerfassungsradar ab Januar 1943 und dem dadurch möglichen zielgenauen Angriffsanflug auf die echten Krupp-Werke verlor sie den Täuschungseffekt. Bezeichnenderweise endet die Statistik der Werksluftschutzleitung für Bombenabwürfe auf die Scheinanlage auch im Januar 1943. Erstmals im Frühjahr 1943 wurde die Gussstahlfabrik massiv und mit „Erfolg“ angegriffen, dann jedoch in zunehmendem Maße und mit letztendlich zerstörerischer Wirkung. Hatte die Scheinanlage bis dahin ihren Zweck mehr oder weniger erfüllt, so war ihre Zeit spätestens zu diesem Zeitpunkt vorbei. Die Anlage wurde dann Anfang 1944 stillgelegt und begann bereits bis Kriegsende zu verfallen, wie Luftaufnahmen bestätigen.

## Nach dem Zweiten Weltkrieg

### Demontage durch die Anwohner
Direkt nach dem Krieg wurde die Scheinanlage von der Bevölkerung abgebaut und nahezu restlos „verwertet“, waren Holz und die anderen Materialien sowie die im gesamten Gelände verlegten Kabel doch rare und begehrte Baumaterialien. Noch heute findet man auf dem Rottberg vielfach die Eisenbahnschienen der Scheineisenbahn – als Zaunpfähle. Die Landwirte haben größere Rückstände, wie das Betonfundament des Schornsteins, abgetragen, um das Land kurzfristig wieder urbar zu machen.

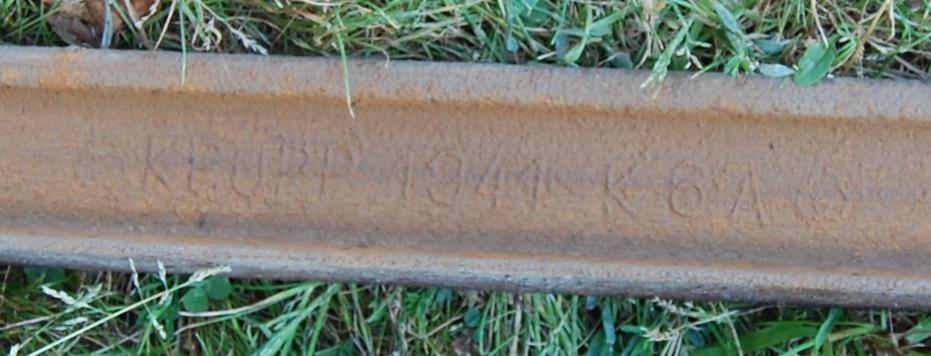
Original der Feldbahnschienen der Scheineisenbahn aus dem Jahr 1941

### Beseitigung militärischer Anlagen durch die Alliierten
Die FlaK-Stellung am Pollen wurde hingegen von britischen Truppen „angesprengt“, blieb in ihren Grundzügen jedoch erhalten. Schon bald entfernt wurden die 2-cm-Turmstellung und der nordöstliche Geschützstand.
Der ehemalige Leitbunker der Scheinanlage blieb erhalten. Durch Zufall entging er der für ehemalige Militäranlagen obligatorischen Sprengung durch die Besatzungstruppen. Der damalige Eigentümer des Grundstückes, ein Landwirt, konnte den britischen Besatzungstruppen verdeutlichen, dass er diesen unabdinglich für landwirtschaftliche Zwecke nutzen müsse – was genehmigt wurde.

### Notunterkünfte
Der Mannschaftsunterstand und der Munitionsbunker der FlaK-Stellung am Pollen wurden zu Notunterkünften hergerichtet und als solche noch bis in die 1950er Jahre genutzt. So blieben diese Anlagenteile, quasi unzerstört, größtenteils bis in die 1970er Jahre erhalten. Dann begann die Bundeswehr mit ihren Übungen, teils auch in der Form, dass die Stellungen mit schweren Allrad-LKW und leichten Kettenfahrzeugen überquert und so immer mehr zerstört wurden. Auch nach dem Ende der Nutzung als Standortübungsplatz der Ruhrlandkaserne waren die verbliebenen sechs Anlagenteile aber noch in ihren Grundzügen vorhanden und nachweisbar.
Der Leitbunker diente ebenfalls zu Wohnzwecken. 1960–61 wohnte dort eine fünfköpfige Familie, die als Gastarbeiter aus Spanien nach Velbert kam. 1961–62 wurde sie von einer weiteren sechsköpfigen Familie abgelöst. Der Bunker verfügte weder über eine Strom- noch eine Wasserversorgung und lag damals isoliert auf freier Wiese. Der Raum war durch einen Vorhang der Länge nach in zwei „Zimmer“ geteilt. Der Notausgang wurde als „Fenster“ genutzt.

### Dachdeckerbetrieb, Stallungen und Lagerkeller
Zeitweise befand sich in den 1970er Jahren ein Dachdeckerbetrieb im Bunker. Bis 1980 wurden zahlreiche Anbauten errichtet, die den Bunker nicht mehr erkennbar werden ließen. Zeitweise wurden die Gebäude auch als Stallung genutzt.
Seit den 1990er Jahren wird das umliegende Gelände kleingärtnerisch genutzt und der Bunker wurde aufgrund seines ausgeglichenen Raumklimas u. a. als Lagerkeller für Feldfrüchte genutzt.

## Archäologische Forschung und Denkmalpflege

### Wiederentdeckung der Scheinanlage, Dokumentation und museale Aufbereitung
War die Anlage zuvor „geheim“ und Sperrgebiet gewesen, so war sie nach dem Krieg unwichtig und geriet nach ihrem Abbau über Jahrzehnte völlig in Vergessenheit – die Bevölkerung hatte andere Sorgen, als sich um Erforschung und Dokumentation ehemaliger Militäranlagen zu kümmern. Das einzige Relikt, der Leitbunker, lag versteckt auf Privatgelände in landwirtschaftlicher Nutzung und war nicht einmal den Behörden bekannt. Nur die Anwohner des Rottberges und einige ältere Mitbürger wussten noch vom ehemaligen Scheindorf zu berichten, aber auch das ging nach und nach unter und wurde von jungen Mitbürgern sogar teils als Legende oder Phantasie abgetan.
Anfang 2012 begann sich ein Team ehrenamtlicher Mitarbeiter des LVR-ABR mit der Anlage zu beschäftigen und diese systematisch zu erforschen und zu dokumentieren. Eine wichtige Quelle stellten dabei alliierte Kriegsluftbilder aus den Jahren 1941, 1944 und 1945 dar. Dazu konnten etliche Zeitzeugenaussagen aufgenommen werden, mit denen nahezu alle Informationen gegenseitig bestätigt werden und die ein eindrucksvolles, aber sicherlich auch beklemmendes Bild der damaligen Situation liefern. Heute besteht ein über vielfältige Quellen gesicherter Informationsstamm. Bei der Erforschung wurden einige weitere, nachweislich zur Scheinanlage gehörende Funde geborgen, so Schienen der Scheineisenbahn und ein Isolator der elektrischen Anlage.
2018 übernahm das Historische Archiv Krupp, es ist das älteste deutsche Wirtschaftsarchiv, der Alfried Krupp von Bohlen und Halbach-Stiftung mit Sitz in der Villa Hügel eine Schiene der Scheineisenbahn zur Verwahrung und archivischen Erschließung.

### Eintragung des Leitbunkers in die Denkmalliste

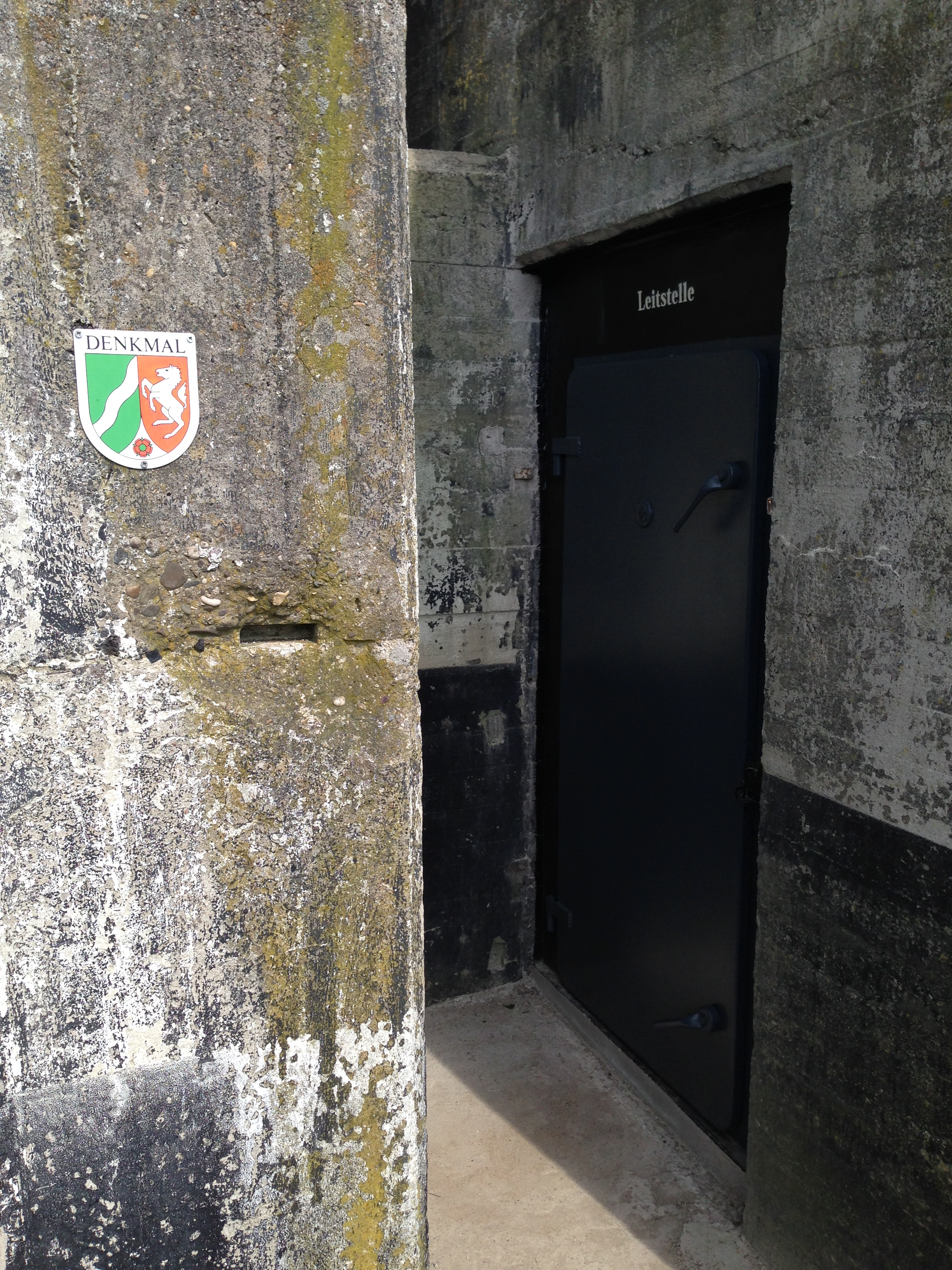
Der Leitbunker als eingetragenes Baudenkmal 2013

In Deutschland gab es hunderte Scheinanlagen – Industrieanlagen, Flugplätze, Tanklager, Bahnhöfe, Hafenanlagen und sogar mindestens eine Scheinzeche.
Alleine etwa 300 Scheinanlagen sind in einem alliierten Katalog dokumentiert, der allerdings nur die über Aufklärungsfotos nachgewiesenen (also „entdeckten“) Scheinanlagen umfasst, und zudem keine Scheinflugplätze beinhaltet. Die genaue Anzahl der errichteten Scheinanlagen ist unbekannt und dürfte um ein Mehrfaches höher liegen.
Nahezu alle wurden beseitigt – fast nichts hat sich davon erhalten. Erst in den letzten Jahren begann eine zögerliche historische Aufbereitung des Themas, so eine Dokumentation der Scheinanlage zum Stuttgarter Hauptbahnhof namens „Brasilien“.
Zu jeder der Anlagen gehörte ein meist in leichter Ziegelbauweise errichteter Schalt-/Leitstand, bei besonders großen und wichtigen Scheinanlagen in seltenen Fällen auch ein bombensicherer Schalt-/Leitbunker. Auch diese sind aber so gut wie restlos beseitigt worden. Wie vorbeschrieben entging aber der ehemalige Leitbunker der Kruppschen Nachtscheinanlage der Beseitigung und blieb erhalten. Diese Bunkeranlage ist in Deutschland damit einer der ganz wenigen Überreste einer solchen Scheinanlage überhaupt, weshalb sie historisch nahezu einzigartig ist und im September 2013 unter Denkmalschutz gestellt wurde – der Leitbunker ist eingetragenes Denkmal der Stadt Velbert und in der entsprechenden Baudenkmalliste verzeichnet. Die diesbezüglichen Bemühungen hatte die Arbeitsgruppe Niederberg des LVR – Amtes für Bodendenkmalpflege im Rheinland gemeinsam mit dem Eigentümer der Anlage vorangetrieben.

### Restaurierungsarbeiten am Leitbunker
Seit 2013 erfolgen Sicherungs- und Restaurierungsarbeiten durch die Ehrenamtler aus Spendenaufkommen. Eine zeitgenössische Bunkertür wurde eingesetzt, die Stufenscharten und die Kabeldurchlässe geöffnet, die Ofenheizung wiederhergestellt und die Elektroinstallationen rekonstruiert. Umfangreichste Maßnahme war die Abdichtung der Betondecke durch denkmalgerechte Materialien im Jahr 2017.

### Zerstörung des Bodendenkmals FlaK-Stellung
Besonders gut erhalten waren die nordwestliche Geschützstellung und der Mannschaftsunterstand der FlaK-Stellung. Noch im Februar 2012 konnten die Stellungsreste von ehrenamtlichen Mitarbeitern des LVR-ABR begangen, eingemessen und fotografiert werden. Im April 2012 wurden die Stellungsreste dann vom neuen Eigentümer des Geländes eingerissen, um das noch vorhandene Bodendenkmal unkenntlich zu machen. Das Gelände wird bis heute nicht genutzt und ist wüst gefallen.

## Öffentlichkeitsarbeit und museale Erschließung

### Tag des offenen Denkmals

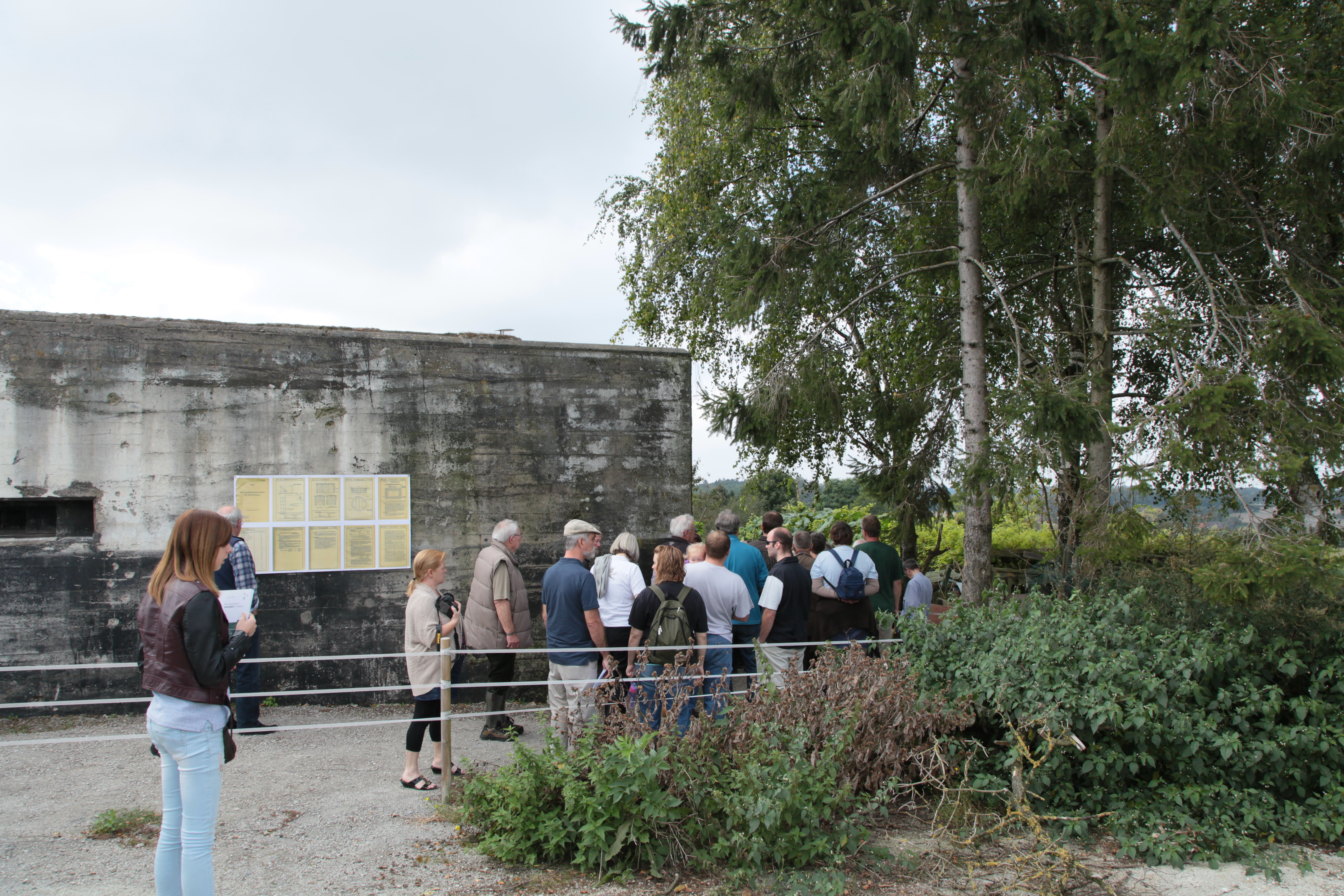
Besucher am Tag des offenen Denkmals im September 2014

Seit 2012 wurde die Bunkeranlage von ehrenamtlichen Mitarbeitern des LVR-Amt für Bodendenkmalpflege im Rheinland unter Aspekten der Denkmalpflege für Besucher in bescheidenem Umfang museal erschlossen. Von der Öffentlichkeit wurde das Thema mit hohem Interesse aufgenommen. Die Arbeitsgruppe des LVR – ABR präsentierte den denkmalgeschützten Leitbunker am jeweiligen Tag des offenen Denkmals 2013, 2014, 2016 und 2019 – es fanden insgesamt mehr als 4.400 Besucher ihren Weg auf den Rottberg, um die Anlage zu besichtigen und sich über die Historie der Scheinanlagen im Zweiten Weltkrieg zu informieren.
Die Arbeitsgruppe hielt an diesen Denkmaltagen bis zu je 110 Kurzvorträge für die Besuchergruppen. Dabei wurden auch die Fortschritte der Rekonstruktion des Innenraums und bei der Restaurierung des Gebäudes präsentiert, wie auch der Nachbau eines Täuschungsgeräts nach dem Originalbauplan.
Der Tag des offenen Denkmals 2020 fand wegen der Corona-Krise ausschließlich digital statt. Auch hier war die Kruppsche Nachtscheinanlage vertreten.
Am Tag des offenen Denkmals 2021 (12. September 2021) war die Kruppsche Nachtscheinanlage „hybrid“ vertreten, mit einem digitalen Auftritt und auch über örtliche Präsenz am Denkmal selbst. Auch unter den einschränkenden Corona-Bedingungen konnten 250 Besucher gezählt werden.
Am Tag des offenen Denkmals 2022 (11. September 2022) fanden mehr als 350 Besucher ihren Weg auf den Velberter Rottberg. Erstmals wurde den Besuchern dabei die neu und modern konzipierte Ausstellung der Exponate präsentiert. Auch am Tag des offenen Denkmals 2023 (10. September 2023) war der ehemalige Leitbunker wieder als Besichtigungsobjekt geöffnet und präsent. Am Tag des offenen Denkmals 2024 konnten 453 Besucher gezählt werden.

### neanderland MUSEUMSNACHT

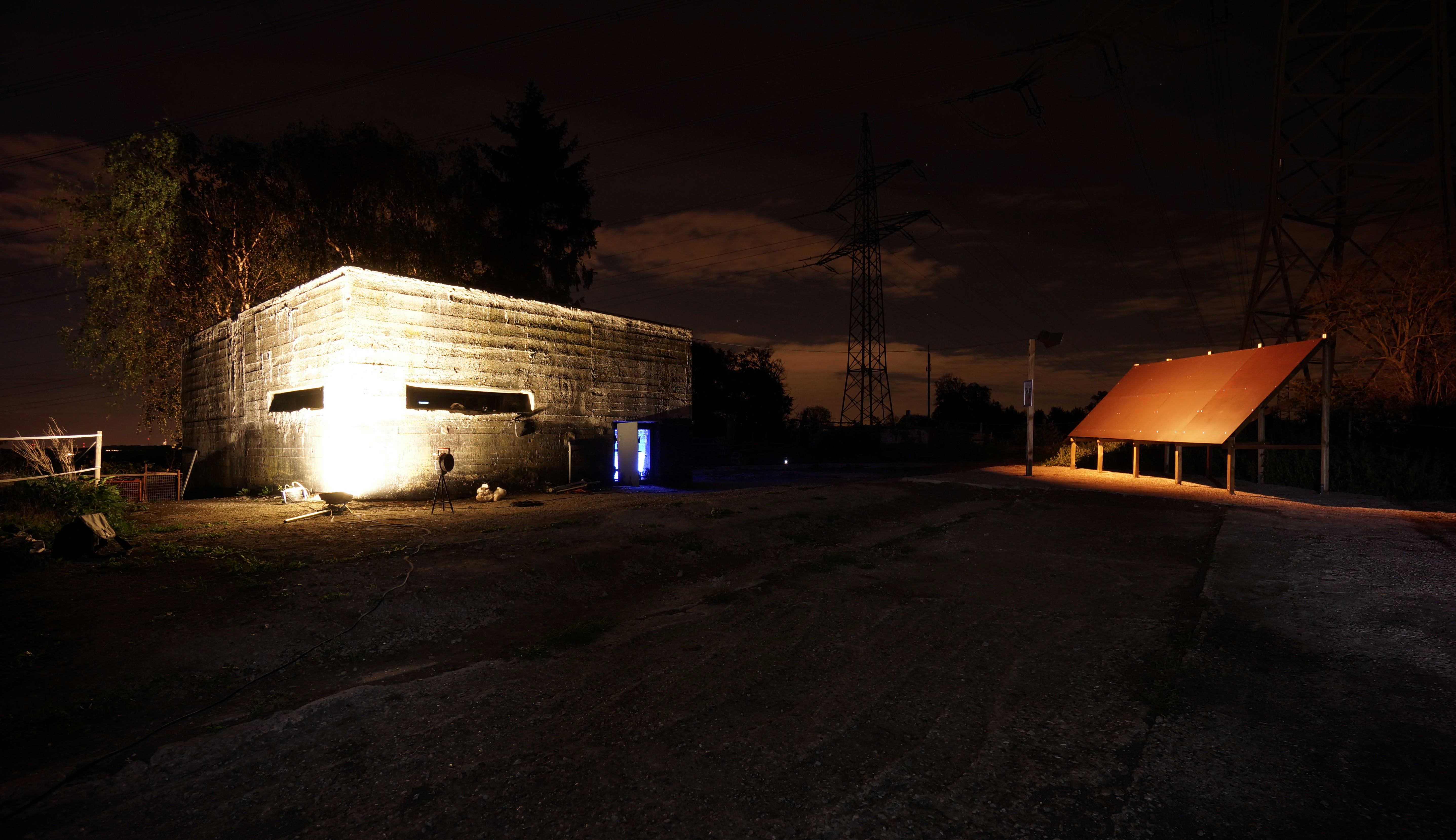
Leitbunker und Täuschungsgerät zur Museumsnacht 2019

Zur Museumsnacht im Kreis Mettmann (er vermarktet sich gemeinsam mit seinen kreisangehörigen Städten unter dem Label „neanderland“ als Tourismusziel) öffnen alle zwei Jahre zahlreiche Museen, naturkundliche Erlebnisräume, Kunstvereine und private Sammlungen ihre Pforten für Nachtschwärmer. Am 27. September 2019 öffnete auch erstmals die Kruppsche Nachtscheinanlage für Besucher. Wegen der abgelegenen Lage und des unübersichtlichen Geländes wurden ausschließlich begleitete Gruppen geführt. Auch zur neanderland MUSEUMSNACHT 2021 am 24. September 2021 war die Kruppsche Nachtscheinanlage geöffnet. Dabei wurden auf dem eigentlichen Rottberg die Standorte einiger Täuschungsgeräte mit Lichteffekten illuminiert. Am 29. September 2023 erfolgte die Teilnahme an der neanderland MUSEUMSNACHT 2023.

### Historientafel am Neanderlandsteig

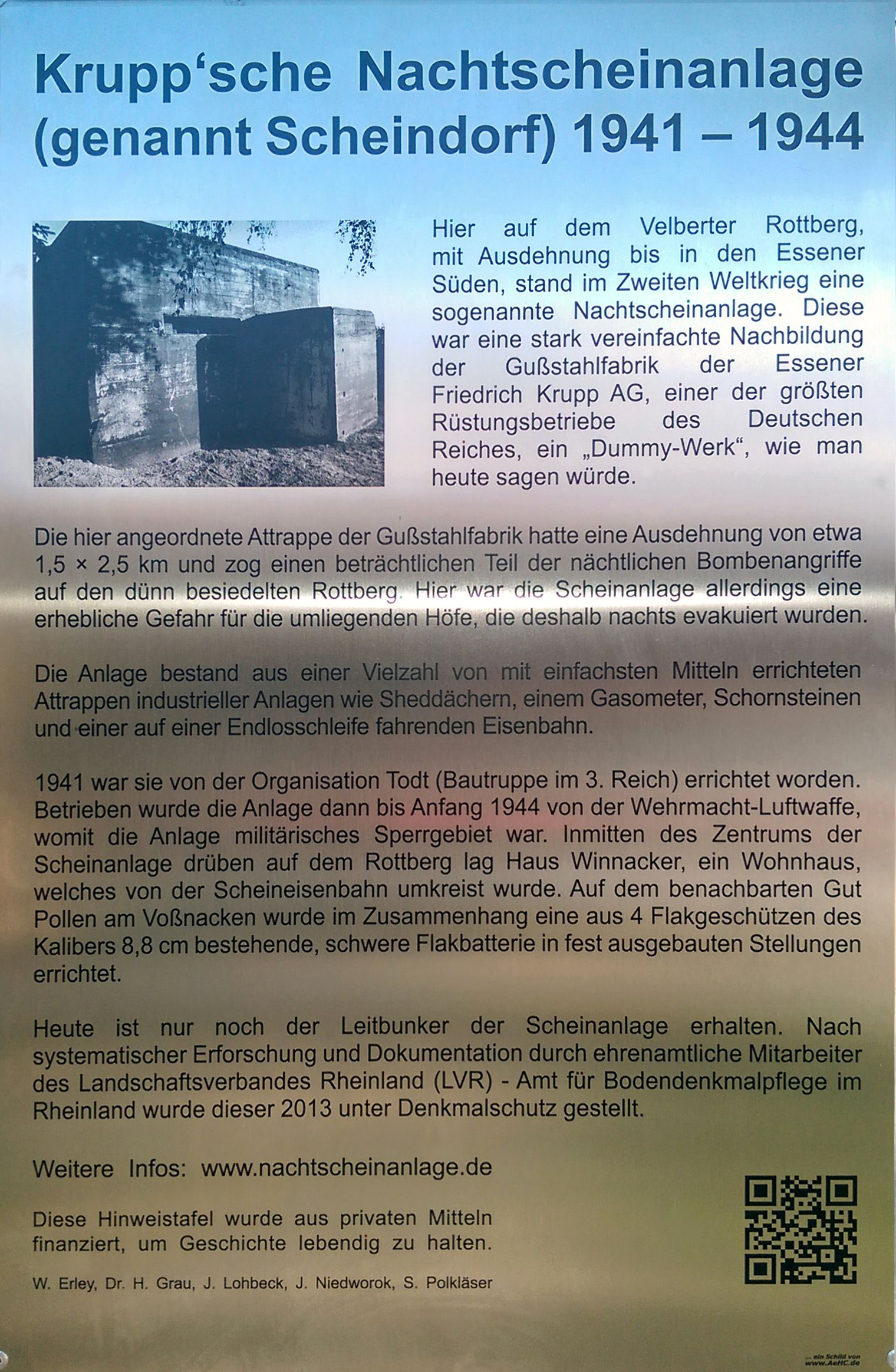
Hinweistafel am Neanderlandsteig 2016

2016 stellte die Gruppe der ehrenamtlichen Mitarbeiter des LVR mit Unterstützung des Kreises Mettmann eine Hinweistafel zur Nachtscheinanlage am Neanderlandsteig auf, einem rund 240 Kilometer langer Rundwanderweg im Niederbergischen Land. Der Standpunkt liegt am Anstieg aus dem Asbachtal zum Rottberg. Er erlaubt einen Blick auf den 420 Meter entfernten zentralen Leitbunker quer über die Quellmulde des Rottberger Bachs.
Die Historientafel wird mit Hinweisen auf aktuelle Veranstaltungen bestückt.

### Historische Wanderungen
Seit 2017 bieten ehrenamtliche Mitarbeiter des LVR historische Wanderungen über den Rottberg an, bei denen die verschiedenen Teile der Scheinanlage vor Ort erläutert werden. Die Termine werden wegen des großen Zuspruchs ausschließlich für Wanderer an der Historientafel am Neanderlandsteig angeschlagen.

### Leitbunker in Kunst und Kultur
Das Ensemble Ruhr, von der Bundesregierung mit dem Preis „Kultur- und Kreativpilot 2014“ ausgezeichnet, machte sich im Rahmen des Projektes SIEBEN LETZTE WORTE AN SIEBEN ORTEN vom 14. bis 16. März mit Musik von Joseph Haydn auf eine Reise zu sieben Orten im Ruhrgebiet, die positiv wie negativ mit dessen Strukturwandel in Verbindung stehen. Die 5. Station dieser Reise war der ehemalige Leitbunker der Kruppschen Nachtscheinanlage. An jedem Ort erklang ein Wort aus Haydns Werk. Die Reise und die Orte mit ihrer Atmosphäre und Menschen vor Ort wurden von Fotografen und Journalisten festgehalten. Die daraus entstandene Foto- und Klangdokumentation konnte der Zuhörer, Haydns gesamtem Werk lauschend, bei den abschließenden Konzerten vom 19. bis 21. März erleben.

### Gegenwart und Blick in die Zukunft
Der ehemalige Leitbunker der Kruppschen Nachtscheinanlage liegt auf Privatgelände und ist für die Öffentlichkeit in der Regel nicht zugänglich. Die Anlage wird derzeit weiter von ehrenamtlichen Mitarbeitern des LVR-ABR betreut. Eine Besichtigung kann unter www.nachtscheinanlage.de individuell angefragt werden.